# 洪雅县
洪雅县，在中国四川省中部、青衣江中游，是眉山市辖县。全县最高海拔3090米，最低海拔417.5米。面积1896.49平方公里，总人口35.08万（2016年）。

## 行政区划
洪雅县下辖12个镇：
止戈镇、洪川镇、余坪镇、槽渔滩镇、中保镇、东岳镇、柳江镇、高庙镇、瓦屋山镇、七里坪镇、将军镇和中山镇。

## 交通
- 351国道过境。

## 地理
位于小相岭北端青衣江畔。

## 旅游
- 瓦屋山
- 槽渔滩
- 柳江古镇
- 七里坪
- 高庙古镇
- 玉屏山

## 资源
由于洪雅县位于青衣江边，有着丰富的水利资源，修建有很多水电站，电力资源充沛。

## 特产
洪雅藤椒油：中国地理标志产品。